# Зривисько
Зривисько — лісовий заказник місцевого значення. Об'єкт розташований на території Чуднівського району Житомирської області, Житомирський військовий лісгосп, Чуднівське військове лісництво, кв. 4, 17.
Площа — 105 га, статус отриманий у 2003 році.